# Władimir Bischler
Władimir Awgustowicz Bischler, ros. Владимир Августович Бишлер (ur. w 1880 r. w Charkowie, zm. w II poł. 1944 r. w Niemczech) – biały emigrant rosyjski, współpracownik niemieckich służb specjalnych, a następnie dowódca Oddziału Wojskowego Ochotników Wschodu podczas II wojny światowej
Był z pochodzenia Niemcem. Jego rodzina miała posiadłości ziemskie w saratowskiej i charkowskiej guberni. Władimir A. Bischler brał udział w początkowym okresie wojny domowej w Rosji w szeregach wojsk Białych gen. Antona I. Denikina, po czym pod koniec 1918 r. wyjechał do Niemiec, zamieszkując w mieście Gera. Po ataku wojsk niemieckich na ZSRR 22 czerwca 1941 r., wstąpił do Wehrmachtu. Otrzymał stopień Sonderführera. W lutym 1942 r. wszedł w skład Abwehrkommando-210, stacjonującego w rejonie Witebska. W czerwcu tego roku w stopniu kapitana objął funkcję komendanta okupowanego Dorohobuża. Sformował tam Oddział Wojskowy Ochotników Wschodu, nazywany też Batalionem Bischlera. Oddział zwalczał partyzantów. W sierpniu 1944 r. ewakuował się do Niemiec, gdzie miesiąc później został rozwiązany. Władimir A. Bischler popełnił tam samobójstwo.